# 蕪湖居
蕪湖居（英語：Wuhu Residence）為香港九龍紅磡蕪湖街的單幢住宅，毗鄰莊士紅磡廣場，樓高共24層，由莊士機構以天士進出口有限公司為名發展，由宇宙物業服務管理，於2012年第一季入伙。

## 歷史
蕪湖居前身為位於蕪湖街105-113號的四幢唐樓，2007年10月其業主委託第一太平戴維斯進行招標，作價1.3億元。
及後，莊士機構成功投得地盤，原本發展商於2008年曾考慮把其發展成17層高的酒店，共設140個房間。其後，改為發展住宅項目，即「蕪湖居」。

## 住宅項目簡介
蕪湖居開售呎價由$6,000起。樓宇共高24層，但則有28樓（不設4、5、13、14及24樓），其中地下至1樓設有商舖，另外2樓為住客會所，其設施包括游泳池、健身室、宴會廳等。
而三樓以上為住宅，一共100個單位，一梯二至五伙，單位由約300至800平方呎，而示範單位曾設於佐敦莊士倫敦廣場。

## 鄰近住宅
- 都會軒
- 海韻軒
- 半島豪庭
- 紅磡灣中心
- 黃埔花園
- 黃埔新邨
- 城中匯
- 御悅

## 外部連結
- 蕪湖居 官方網頁